# Koldín
Koldín (en allemand : Koldin) est une commune du district d'Ústí nad Orlicí, dans la région de Pardubice, en République tchèque. Sa population s'élevait à 376 habitants en 2024.

## Géographie
Koldín se trouve à 5 km au sud-sud-ouest de Choceň, à 13 km au nord-ouest d'Ústí nad Orlicí, à 34 km à l'est-sud-est de Pardubice et à 130 km à l'est de Prague.
La commune est limitée par Borovnice au nord, par Sudslava à l'est, par Seč, Podlesí, Nasavrky et Choceň au sud, et par Skořenice à l'ouest.

## Histoire
La première mention écrite du village date de 1349.

## Galerie

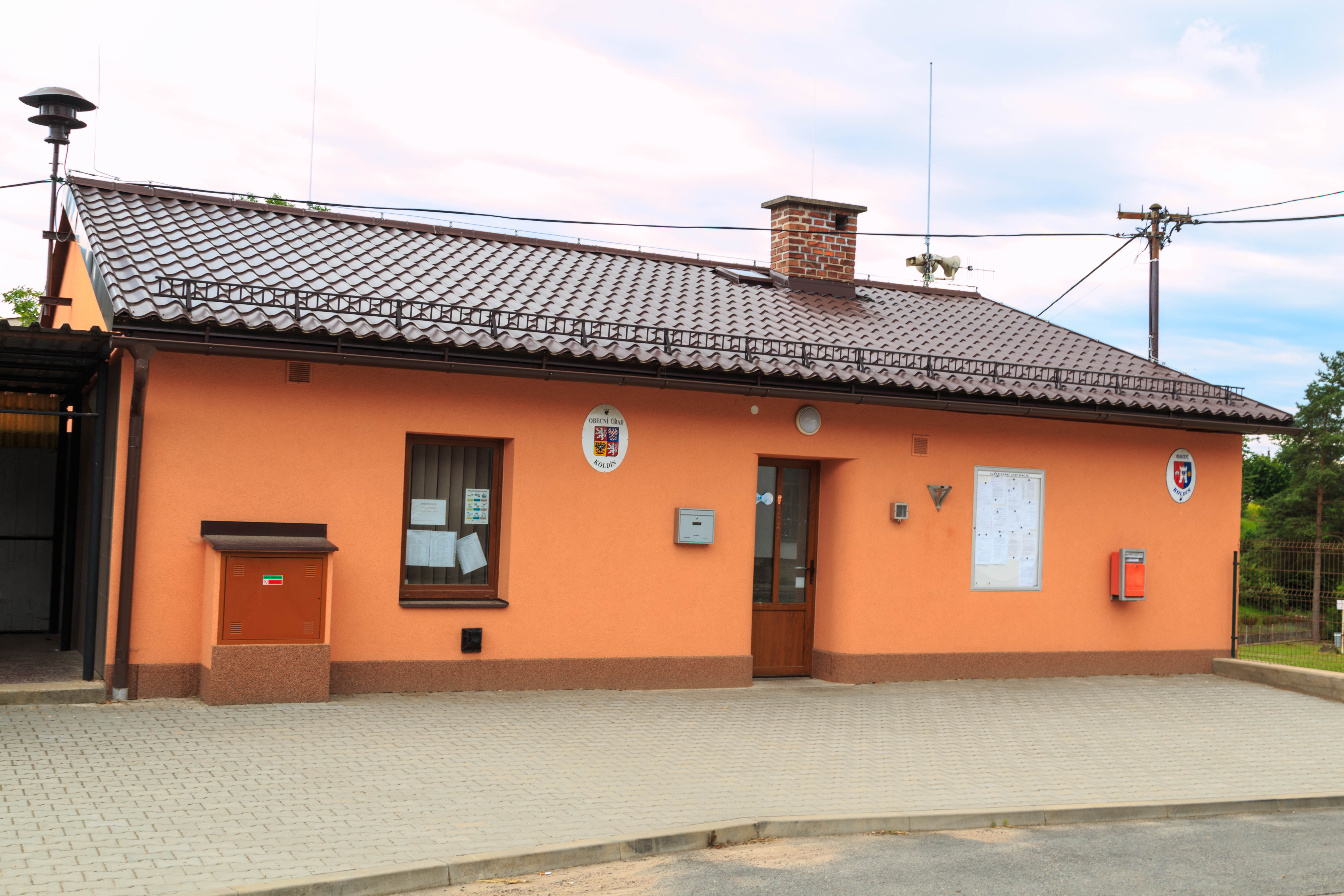
Koldín : la mairie.
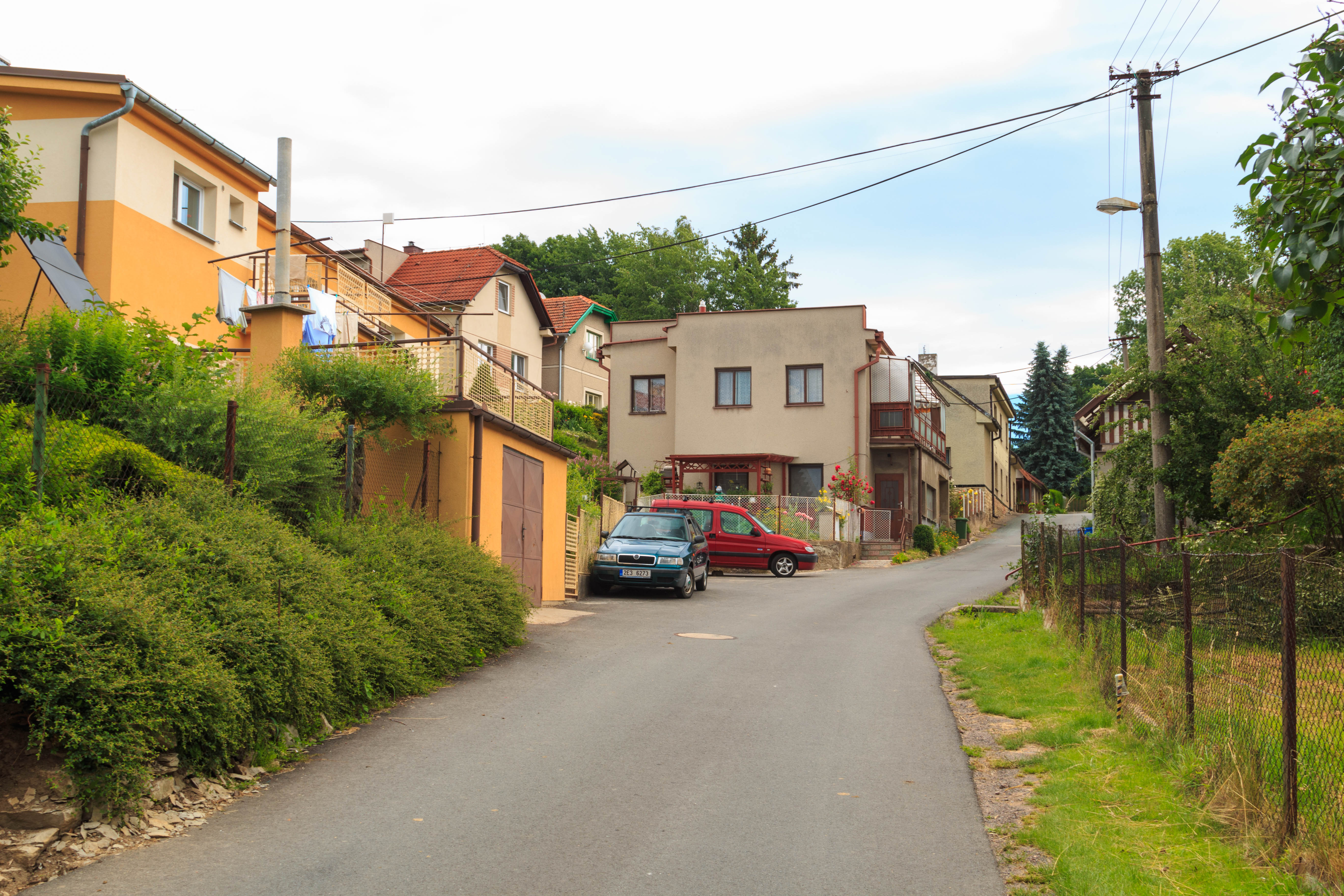
Rue de Koldín.

## Transports
Par la route, Koldín trouve à 5,5 km de Choceň, à 17 km d'Ústí nad Orlicí, à 43 km de Pardubice et à 156 km de Prague. 